# Bursera fagaroides
Bursera fagaroides là một loài thực vật có hoa trong họ Burseraceae. Loài này được (Kunth) Engl. mô tả khoa học đầu tiên năm 1883.

## Hình ảnh

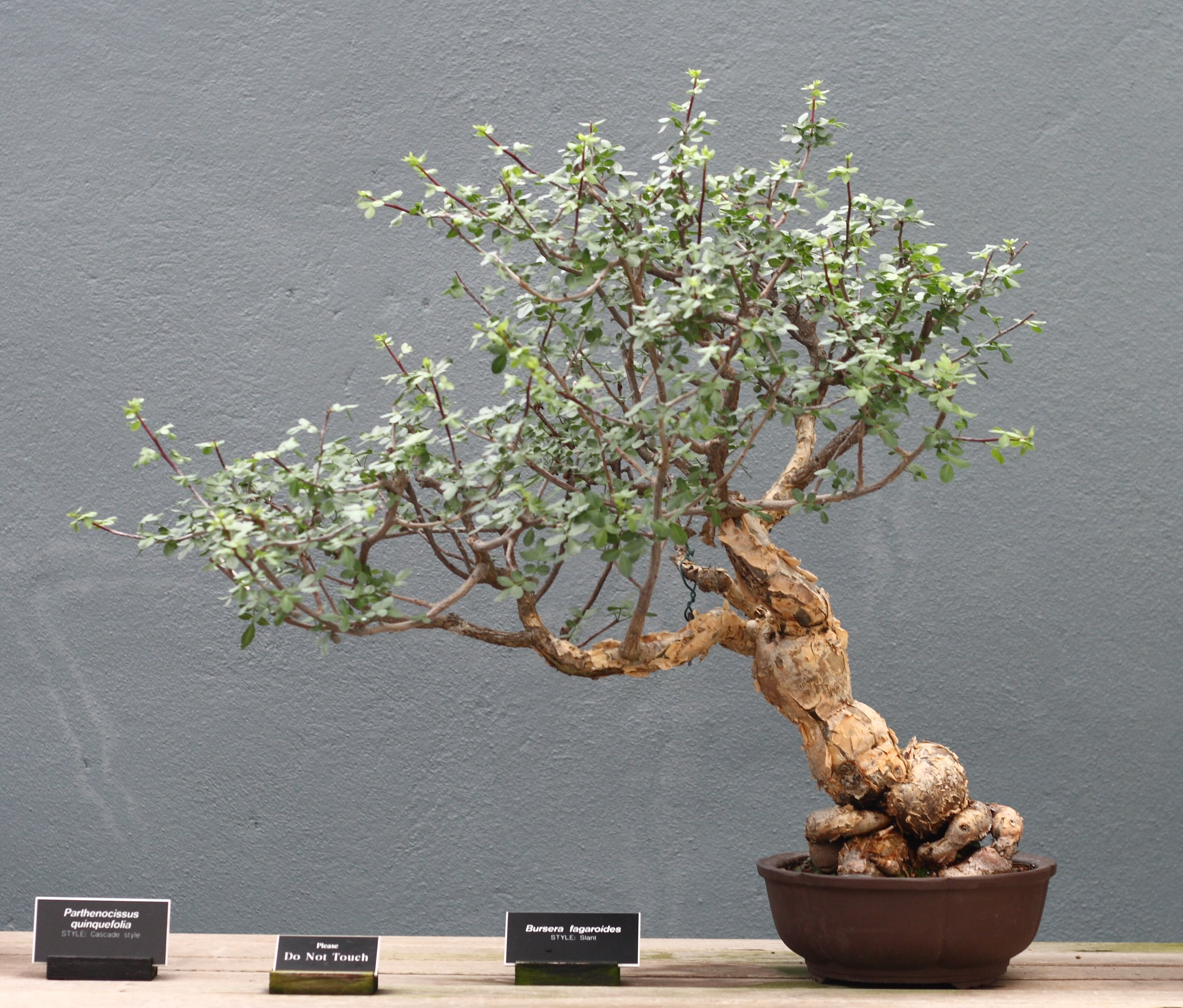
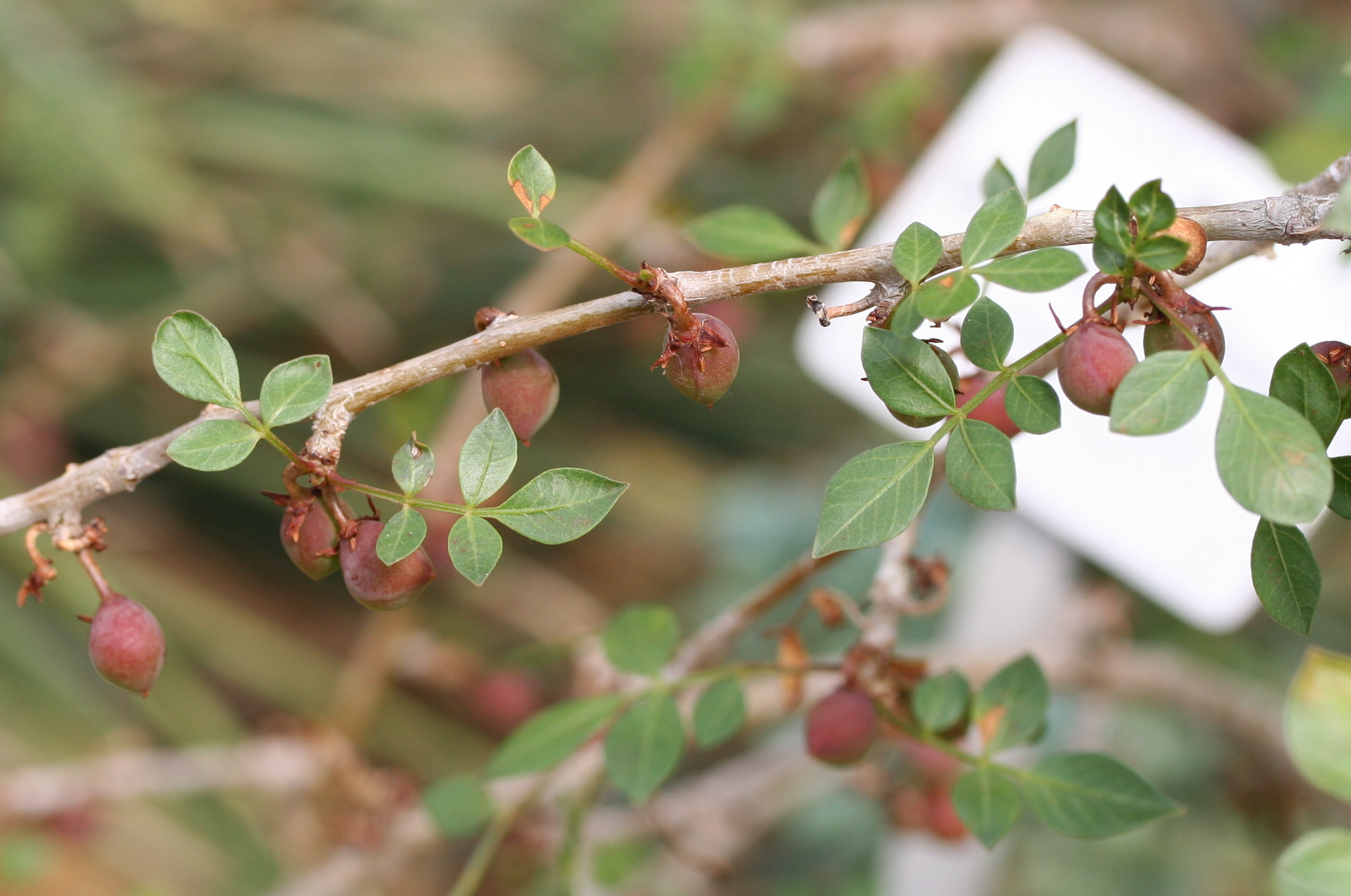
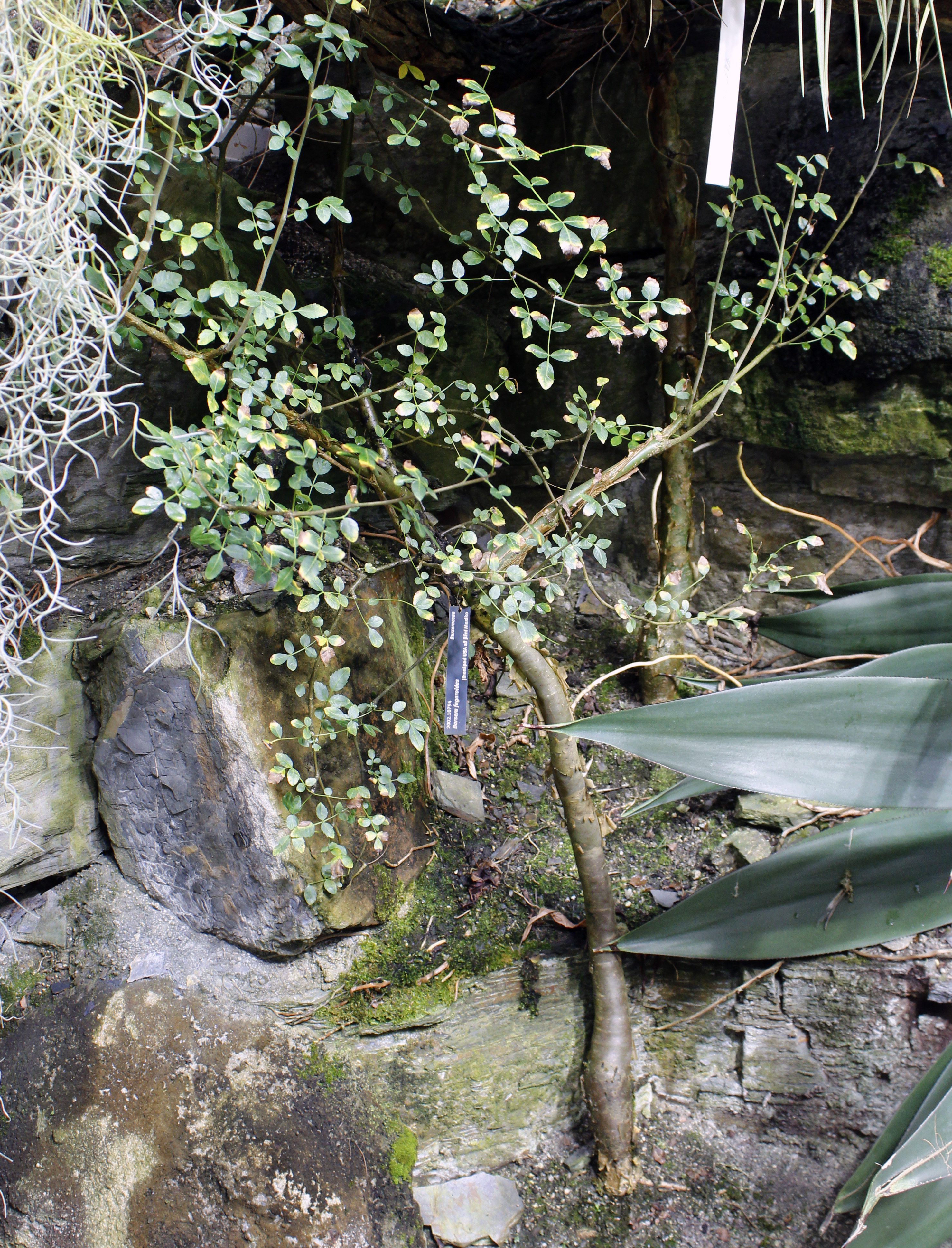
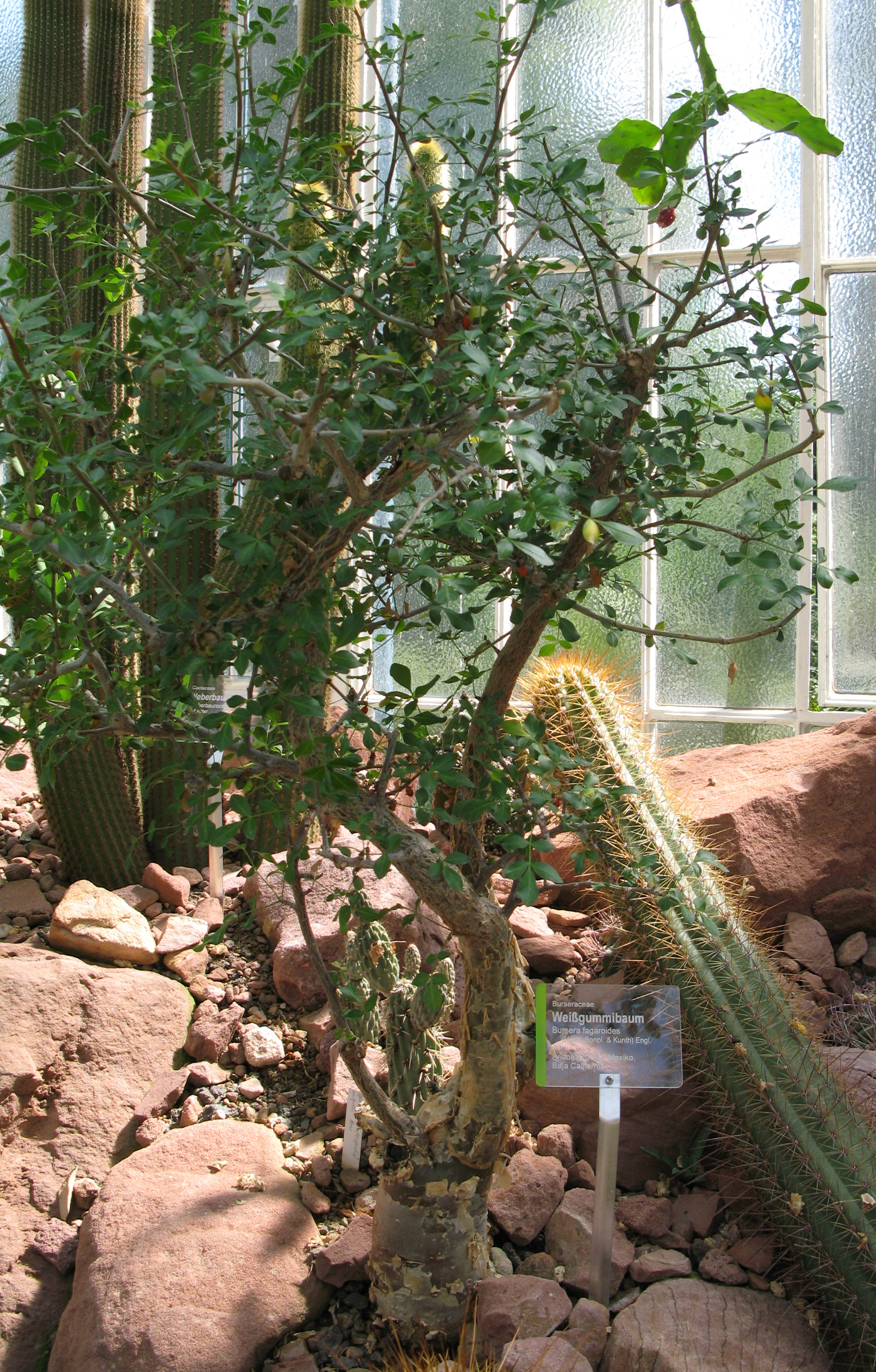